# Gruppo di NGC 1493
Il Gruppo di NGC 1493 comprende almeno sei galassie situate nella costellazione dell'Orologio.
La distanza media tra il centro di massa di questo gruppo e la nostra Via Lattea è di circa 48 milioni di anni luce (14,8 Mpc).

## Gruppo di NGC 1433 e di NGC 1493
Secondo Richard Powell del sito « Un Atlas de l'Univers », NGC 1493 fa parte del Gruppo di NGC 1433 che comprende 10 galassie. Le altre galassie di questo gruppo sono NGC 1411, NGC 1448, NGC 1493, NGC 1494, NGC 1495, NGC 1527, IC 1970, IC 2000 e ESO 249-36 (PGC 14225). Il gruppo fa parte dell'Ammasso della Fornace.
Invece secondo l'articolo di A.M. Garcia del 1993, NGC 1493 è la galassia più luminosa di un gruppo di galassie che porta il suo nome, il Gruppo di NGC 1448 che comprende sei galassie. Oltre a NGC 1493, le altre cinque galassie del gruppo sono IC 2000, NGC 1483, NGC 1494, PGC 13979 e PGC 14125.
Le galassie IC 2000 e NGC 1494 sono incluse anche nel Gruppo di NGC 1433 di Powell.
La distanza media delle galassie del Gruppo di NGC 1433 di Powell è di 15,5 Mpc, quella del Gruppo di NGC 1448 è di 15,1 Mpc e quella del Gruppo di NGC 1493 di 14,8 Mpc. Le galassie NGC 1433, NGC 1495, NGC 1527 e PGC 14225 del Gruppo di NGC 1433 (Powell) non figurano né nel Gruppo di NGC 1448 né in quello di NGC 1493. Se si raggruppassero in un sol gruppo tutte le galassie citate da Powell e Garcia, si otterrebbe un gruppo costituito da 15 membri con una distanza media di 14,1 ± 1,7 Mpc.

## Membri
Le galassie componenti il gruppo, nell'ordine indicato nell'articolo di Garcia del 1993, sono elencate nella tabella sottostante.
| Nome      | Classificazione | Tipo                   | RA (J2000.0)  | DEC (J2000.0) | Velocità radiale (km/s) | Magnitudine apparente | Distanza (Mpc) | Dimensioni (kal) |
| --------- | --------------- | ---------------------- | ------------- | ------------- | ----------------------- | --------------------- | -------------- | ---------------- |
| IC 2000   | SB(s)cd?        | Spirale barrata        | 03h 49m 07.7s | -48° 51′ 29″  | 980 ± 1                 | 11,9                  | 13,7 ± 1,0     | 101              |
| NGC 1483  | SB(s)bc?        | Spirale barrata        | 03h 52m 47.6s | -47° 28′ 39″  | 1149 ± 1                | 12,7                  | 16,2 ± 1,1     | 42               |
| NGC 1493  | SB(r)cd         | Spirale barrata        | 03h 57m 27.4s | -46° 12′ 39″  | 1053 ± 1                | 11,3                  | 14,8 ± 1,0     | 53               |
| NGC 1494  | SAB(s)d?        | Spirale intermedia     | 03h 57m 42.9s | -48° 54′ 29″  | 1131 ± 1                | 11,7                  | 16,1 ± 1,1     | 66               |
| PGC 13979 | Im              | Irregolare magellanica | 03h 51m 33.2s | -46° 35′ 47″  | 1029 ± 1                | 15,04                 | 14,4 ± 1,0     | ?                |
| PGC 14125 | S               | Spirale                | 03h 56m 05.6s | -49° 28′ 40″  | 989 ± 64                | 15,49 ± 0,12          | 14,0 ± 1,4     | 11               |

Il sito DeepskyLog permette di trovare agevolmente le costellazioni in cui sono situate le galassie; in alternativa si possono utilizzare le coordinate delle galassie per individuarle. Se non altrimenti indicato, le coordinate sono quelle fornite dal sito NASA/IPAC (National Aeronautics and Space Administration / Infrared Processing and Analysis Center).